# 7 Pułk Artylerii Ciężkiej (PSZ)
7 Pułk Artylerii Ciężkiej (7 pac) – oddział artylerii ciężkiej Polskich Sił Zbrojnych w ZSRR.

## Formowanie i zmiany organizacyjne
Pułk był formowany od stycznia 1942 roku w miejscowości Kermine, na terytorium ówczesnej Uzbeckiej Socjalistycznej Republiki Radzieckiej, w składzie 7 Dywizji Piechoty. W marcu 1942 roku ewakuowano do Iranu 130 kanonierów. W maju 1942 roku, po przyjęciu uzupełnień z Ośrodka Organizacyjnego Armii, stan ewidencyjny jednostki osiągnął 70% stanu etatowego.
Latem tego roku cały pułk został ewakuowany z ZSRR na Bliski Wschód, gdzie wszedł w skład Artylerii Ciężkiej Armii Polskiej na Wschodzie z równoczesnym przemianowaniem na 11 pułk artylerii ciężkiej.

## Dowódcy pułku
- mjr Adam Machnowski[5] (I - II 1942)
- mjr Marian Jędrychowski (III - IV 1942)[6]
- mjr Adam Machnowski (od IV 1942)

## Skład organizacyjny
Dowództwo pułku
- bateria dowodzenia (sztabową)
- 1 dywizjon artylerii ciężkiej
- 2 dywizjon artylerii ciężkiej

Pułk faktycznie posiadał na uzbrojeniu i wykorzystywał do szkolenia jedną haubicę 122 mm.